# C2c
Trenitalia c2c Limited , commercializzata come c2c , è una compagnia per il trasporto ferroviario dei passeggeri TOC, di proprietà di Trenitalia UK. La società gestisce il franchising ferroviario Essex Thameside.
La società iniziò a operare come LTS Rail nel maggio 1996 sotto la proprietà di Prism Rail, che aveva ottenuto il franchising ferroviario London, Tilbury & Southend nell'ambito della privatizzazione delle British Rail. LTS Rail è stata rinominata c2c nel maggio 2000 e Prism Rail è stata acquistata da National Express a luglio di quell'anno. 
National Express ha venduto c2c all'operatore italiano Trenitalia nel febbraio 2017.

## Storia

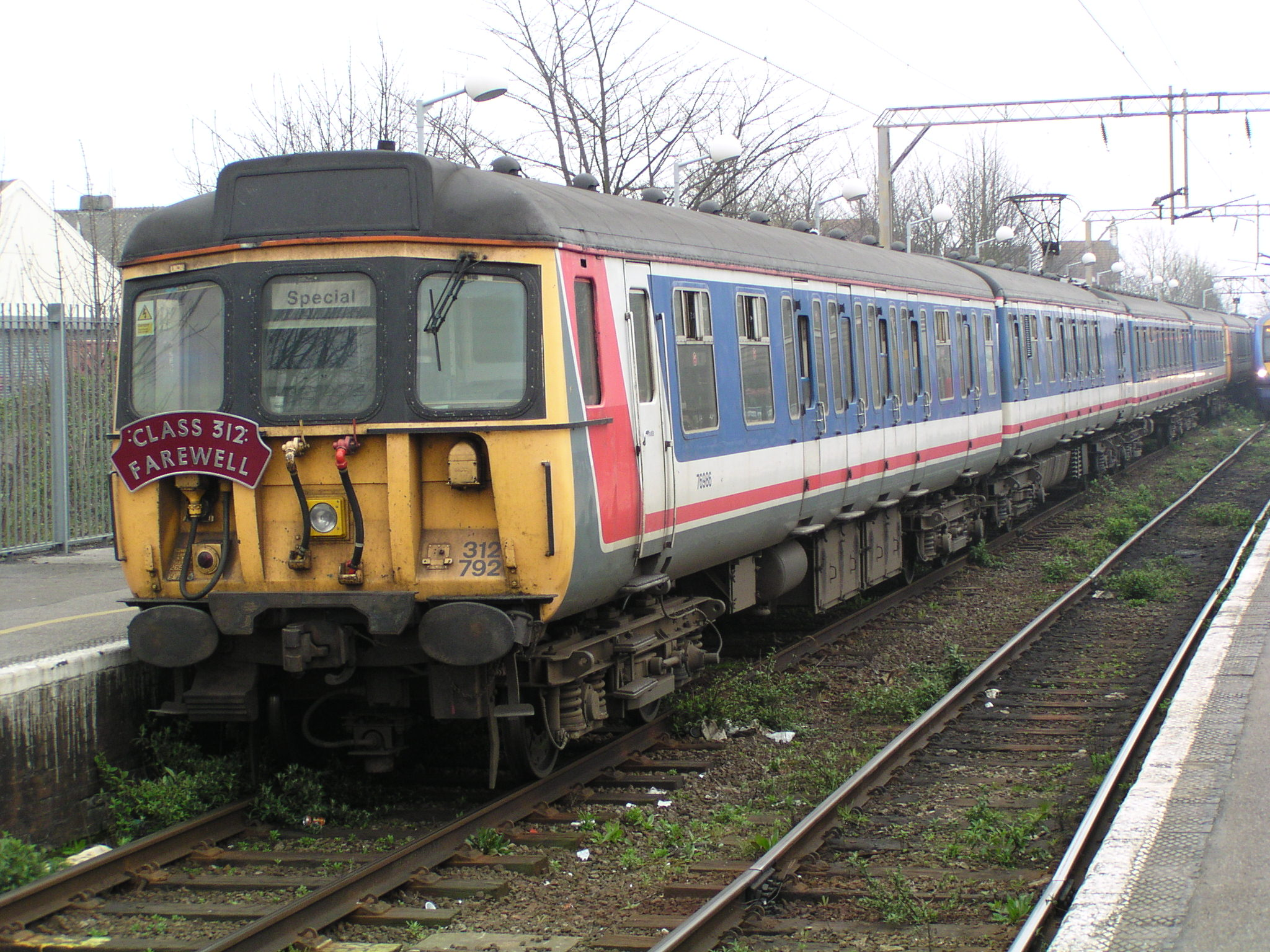
Class 312 alla Stazione ferroviaria di Shoeburyness nel Marzo 2003

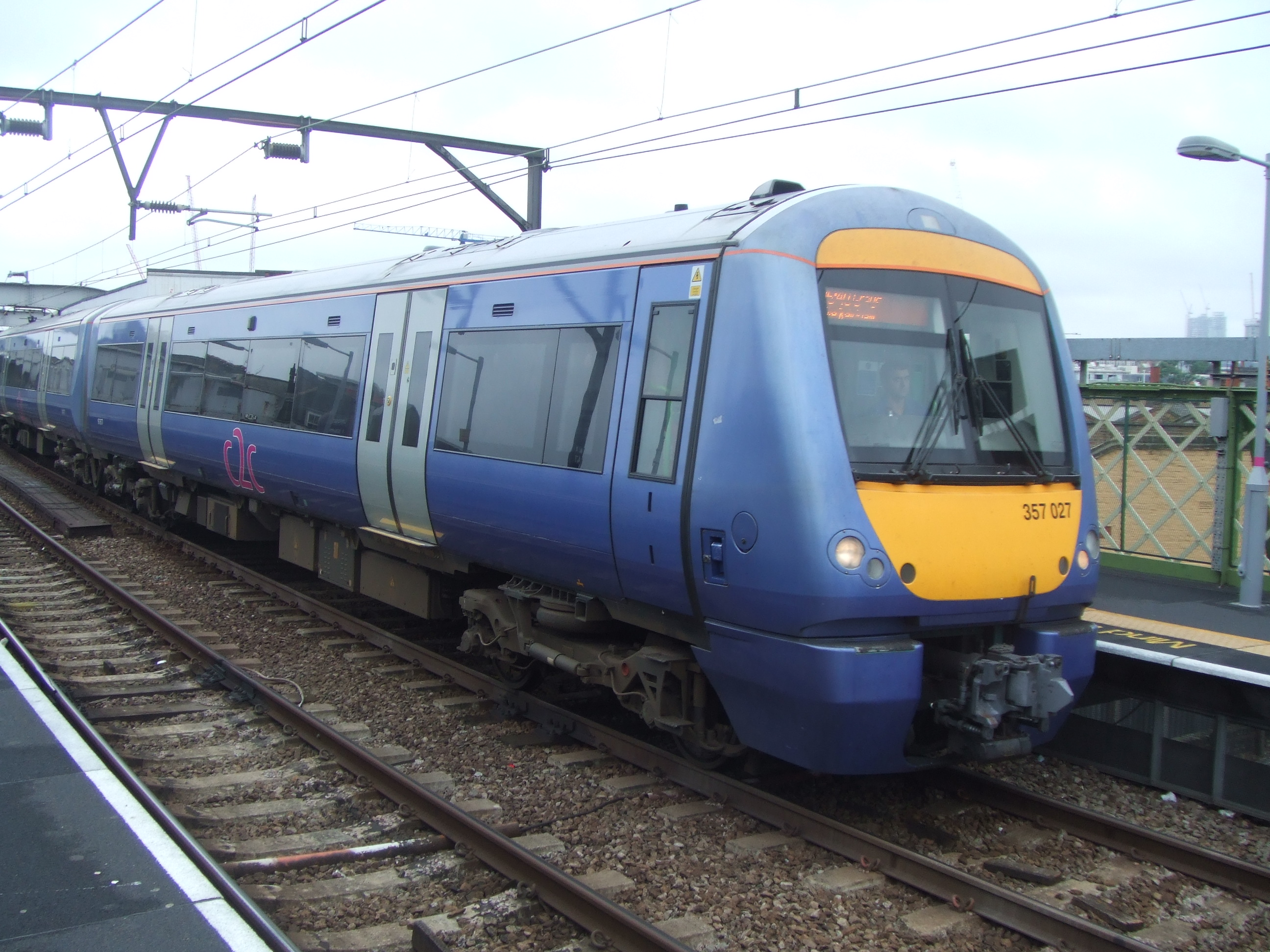
Class 357 Electrostar alla Stazione ferroviaria di Limehouse nel Agosto 2007 nella livrea originale

Il franchising per la città di Londra, Tilbury e Southend sarebbe dovuto iniziare nel febbraio 1996, ma dopo la scoperta di irregolarità nell'emissione di biglietti e nell'insediamento della nuova società, a poche ore dalla consegna all'offerente migliore, Enterprise Rail, ha ritirato l'offerta presentata.
Nel maggio 1996, il franchising è stato assegnato a Prism Rail dal Direttore del franchising ferroviario passeggeri in Gran Bretagna per 15 anni. Ha iniziato a operare come LTS Rail il 26 maggio 1996. Nel maggio 2000, l'attività è stata rinominata c2c.
Nel luglio 2000, c2c è stata inclusa nella vendita di Prism Rail a National Express.
Il franchising si sarebbe dovuto concludere il 26 maggio 2011. Nel dicembre 2010, il Dipartimento dei trasporti ha concesso a National Express un'estensione fino al 26 maggio 2013 per consentire al DfT il tempo di condurre una revisione del processo di franchising. Nel marzo 2013 il Segretario di Stato per i trasporti del Regno Unito ha annunciato che il franchising sarebbe stato prorogato di nuovo fino al 13 settembre 2014. Un ulteriore ritardo ha visto la sua proroga fino all'8 novembre 2014.
Il 9 novembre 2014, National Express ha acquisito un nuovo franchising di 15 anni, dopo aver gareggiato con successo contro Abellio, FirstGroup e MTR Corporation . Il nuovo franchising mantiene il marchio c2c, sebbene ha operato attraverso una nuova entità legale, NXET Trains Limited al posto di c2c Limited.
Nel 2003, National Express gestiva nove franchising ferroviari nel Regno Unito. A febbraio 2012, c2c era il loro unico franchising rimasto. Nel febbraio 2017 National Express ha venduto c2c a Trenitalia.
L'11 ottobre 2018 la società a seguito dei miglioramenti effettuati a favore del servizi passeggeri voluti dalla nuova proprietà, vince il premio come Migliore compagnia Ferroviaria dell’anno alla 18ª edizione dei National Transport Awards.

## Marketing
Il nome c2c potrebbe essere concepito per rappresentare città a costa o capitale a costa , riflettendo la natura del percorso o l'impegno nei confronti dei clienti.
Il sito web c2c ha dichiarato:
Il nome c2c non significa nulla di specifico. In un certo senso può significare qualsiasi cosa tu voglia. La sua unicità riflette il carattere giovane e vivace delle persone che serviamo. c2c potrebbe indicare costa a capitale o capitale a costa. Dal nostro punto di vista, una delle cose più importanti che rappresenta è l'impegno nei confronti dei clienti.
National Express si riferiva anche alla rotta c2c City to Coast. C2c ha utilizzato lo slogan way2go , ma in seguito ha utilizzato lo slogan Making travel simple, utilizzato anche da altre società di National Express.